# Leinfelden-Echterdingen
Leinfelden-Echterdingen est une ville située en République fédérale d'Allemagne dans le Land du Bade-Wurtemberg. Elle se trouve au sud de Stuttgart et appartient à la règion métropolitaine de Stuttgart.
La forme actuelle de la ville est le fruit de la réforme des municipalités de 1975. À l'époque, la nouvelle ville de Leinfelden-Echterdingen était peuplée de plus de 20 000 habitants. Depuis le 1er juillet 1976, elle est considérée comme étant une grande ville d'arrondissement.
Elle est la cinquième plus grande ville de l'arrondissement d'Esslingen après Esslingen am Neckar, Filderstadt, Nürtingen et Kirchheim unter Teck.

## Histoire

### Période avant la fusion municipale du 1er janvier 1975
La ville de Leinfelden-Echterdingen a été créée le 1er janvier 1975 suivant la fusion de Leinfelden, Echterdingen, Musberg et Stetten auf den Fildern.
La ville de Leinfelden est mentionnée pour la première fois en 1269. Le quartier d'Oberaichen est, pour sa part, mentionné pour la première fois en 1287. Le nom d'Echterdingen est mentionné pour la première fois en 1185,  celui de Musberg en 1229 et celui de Stetten auf den Fildern en 1229.
Une ville appelée Leinfelden Ämtlein est pour la première fois mentionnée en 1524. Celle-ci comprenait Musberg et Stetten auf den Fildern. À partir de 1557, celle-ci fait partie du duché de Wurtemberg. Suivant l'implémentation de la nouvelle structure administrative du Royaume de Wurtemberg, Stetten auf den Fildern et Musberg deviennent indépendantes en 1810 et en 1819 de Leinfelder Ämtlein, alors dissoute.
Un camp de concentration est construit, il porte le nom de Camp de concentration d'Echterdingen

## Démographie
| 1980   | 1985   | 1990   | 1995   | 2000   | 2005   |
| ------ | ------ | ------ | ------ | ------ | ------ |
| 35 263 | 35 031 | 34 940 | 35 114 | 36 026 | 37 035 |

## Jumelages
- Manosque (France) depuis 1973
- York (États-Unis) depuis 1981
- Voghera  (Italie)